# Минская операция
Ми́нская опера́ция — наступательная операция войск 1-го, 2-го и 3-го Белорусских фронтов при содействии 1-го Прибалтийского фронта против войск вермахта, проводившаяся с 29 июня по 4 июля 1944 года во время Великой Отечественной войны. Часть Белорусской наступательной операции.

## Ход операции
После сокрушения войск вермахта в предыдущих операциях 3-й Белорусский фронт продолжил наступление по двум направлениям: на юго-запад, к Минску, и запад, на Вилейку. 1-й Белорусский фронт получил симметричную задачу. Добившиеся впечатляющих результатов в Бобруйскую операцию 65-я и 28-я армии и конно-механизированная группа И. А. Плиева повернули строго на запад, на Слуцк и Несвиж. 3-я армия А. В. Горбатова наступала на северо-запад, к Минску. 48-я армия П. Л. Романенко становилась связующим звеном между этими ударными группами.
В наступлении фронта лидировали подвижные соединения — танковые, механизированные части и конно-механизированные группы. Конно-механизированная группа И. А. Плиева, быстро продвигаясь к Слуцку, вечером 29 июня вышла к городу. Поскольку противник перед 1-м Белорусским фронтом был по большей части разгромлен, сопротивление оказывалось слабое. Исключение составил сам город Слуцк: его обороняли части 35-й и 102-й дивизий, понесшие серьёзные потери. Советскими войсками гарнизон Слуцка оценивался приблизительно в два полка.
Столкнувшись с организованным сопротивлением в Слуцке, генерал И. А. Плиев организовал штурм с трёх сторон одновременно. Фланговый охват принес успех: 30 июня к 11 часам утра Слуцк был очищен конно-механизированной группой при содействии обошедшей город пехоты.
К 2 июля конно-механизированная группа И. А. Плиева овладела Несвижем, перерезав минской группировке пути отхода на юго-запад. Наступление развивалось быстро, сопротивление оказывали только мелкие разрозненные группы солдат. 2 июля остатки 12-й танковой дивизии немцев были отброшены от Пуховичей. 
Ко 2 июля танковые корпуса фронта К. К. Рокоссовского подошли к Минску с юга.

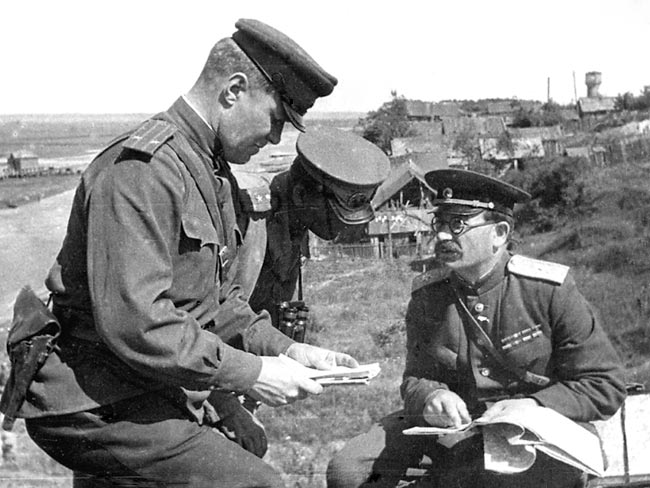
Командующий 5-й гвардейской танковой армией П. А. Ротмистров на командном пункте

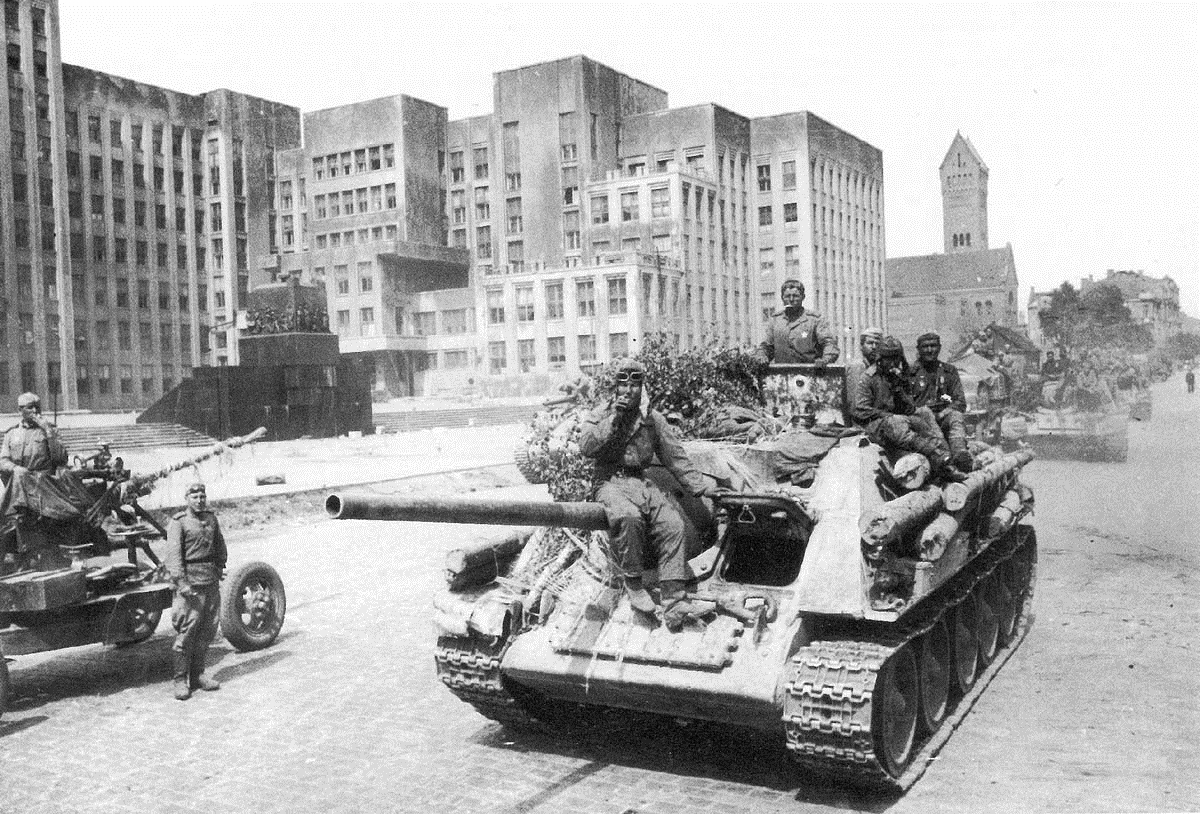
На центральной площади освобожденного Минска

На фронт начали прибывать немецкие подвижные резервы, изъятые главным образом из войск, действующих на Украине. Первой 26 — 28 июня к северо-востоку от Минска, в район Борисова, прибыла 5-я танковая дивизия генерала К. Деккера. Она представляла серьёзную угрозу, учитывая, что в течение предшествовавших нескольких месяцев почти не участвовала в боевых действиях и была укомплектована практически до штатной численности (в том числе весной противотанковый дивизион был перевооружён 21 истребителями танков Jagdpanzer IV/48, а в июне прибыл укомплектованный по штату батальон из 76 «пантер»), а по прибытии в район Борисова была усилена 505-м тяжёлым батальоном (45 танков «тигр»). Слабым местом немцев в этом районе была пехота: это были либо охранные, либо понёсшие значительные потери пехотные дивизии.
28 июня советские 5-я гвардейская танковая армия, конно-механизированная группа Н. С. Осликовского и 2-й гвардейский танковый корпус пришли в движение с целью форсировать Березину и продвигаться на Минск. 5-я танковая армия, шедшая в середине боевого порядка, на Березине столкнулась с группой генерала Д. фон Заукена (основные силы 5-й танковой дивизии и 505-й тяжёлый танковый батальон). Группа Д. фон Заукена имела задачей удерживать рубеж Березины, чтобы прикрыть отступление 4-й армии. 
29 и 30 июня между этой группой и двумя корпусами 5-й гвардейской танковой армии шли чрезвычайно жестокие бои. 5-я гвардейская танковая армия продвигалась с огромным трудом и тяжёлыми потерями, однако за это время конно-механизированная группа Н. С. Осликовского, 2-й гвардейский танковый корпус и стрелки 11-й гвардейской армии форсировали Березину, сломив слабое сопротивление полицейских подразделений, и начали охватывать немецкую дивизию с севера и юга. 5-я танковая дивизия под давлением со всех сторон была вынуждена отступить с тяжёлыми потерями после непродолжительных, но ожесточённых уличных боёв в самом Борисове. После коллапса обороны у Борисова, конно-механизированная группа Н. С. Осликовского была нацелена на Молодечно (к северо-западу от Минска), а 5-я гвардейская танковая армия и 2-й гвардейский танковый корпус — на Минск. 
Правофланговая 5-я общевойсковая армия, в это время двигалась севернее строго на запад, на Вилейку, а левофланговая 31-я армия следовала за 2-м гвардейским танковым корпусом. Таким образом, шло параллельное преследование: советские подвижные соединения обгоняли отступающие колонны окружаемой группировки. Был взломан последний рубеж на пути к Минску. Вермахт понёс серьёзные потери, причём доля пленных была значительной. Заявки 3-го Белорусского фронта включали более 22 тысяч убитых и более 13 тысяч пленных немецких солдат. Вкупе с большим количеством уничтоженного и захваченного транспорта (почти 5 тысяч автомобилей, согласно той же сводке) можно сделать вывод, что тяжёлым ударам подверглись тыловые службы группы армий «Центр».
К северо-западу от Минска немецкая 5-я танковая дивизия дала ещё один серьёзный бой 5-й гв. танковой армии. 1—2 июля прошло тяжёлое маневренное сражение. Немецкие танкисты заявили об уничтожении 295 советских боевых машин. Хотя к таким заявкам следует относиться с осторожностью, не подлежит сомнению, что потери 5-й гв. танковой армии были тяжелы. Однако в этих боях 5-я танковая дивизия сократилась до 18 танков, были также утрачены все «тигры» 505-го тяжёлого батальона. Фактически, дивизия потеряла возможность влиять на оперативную обстановку, в то время, как ударный потенциал советских бронетанковых частей отнюдь не был исчерпан.

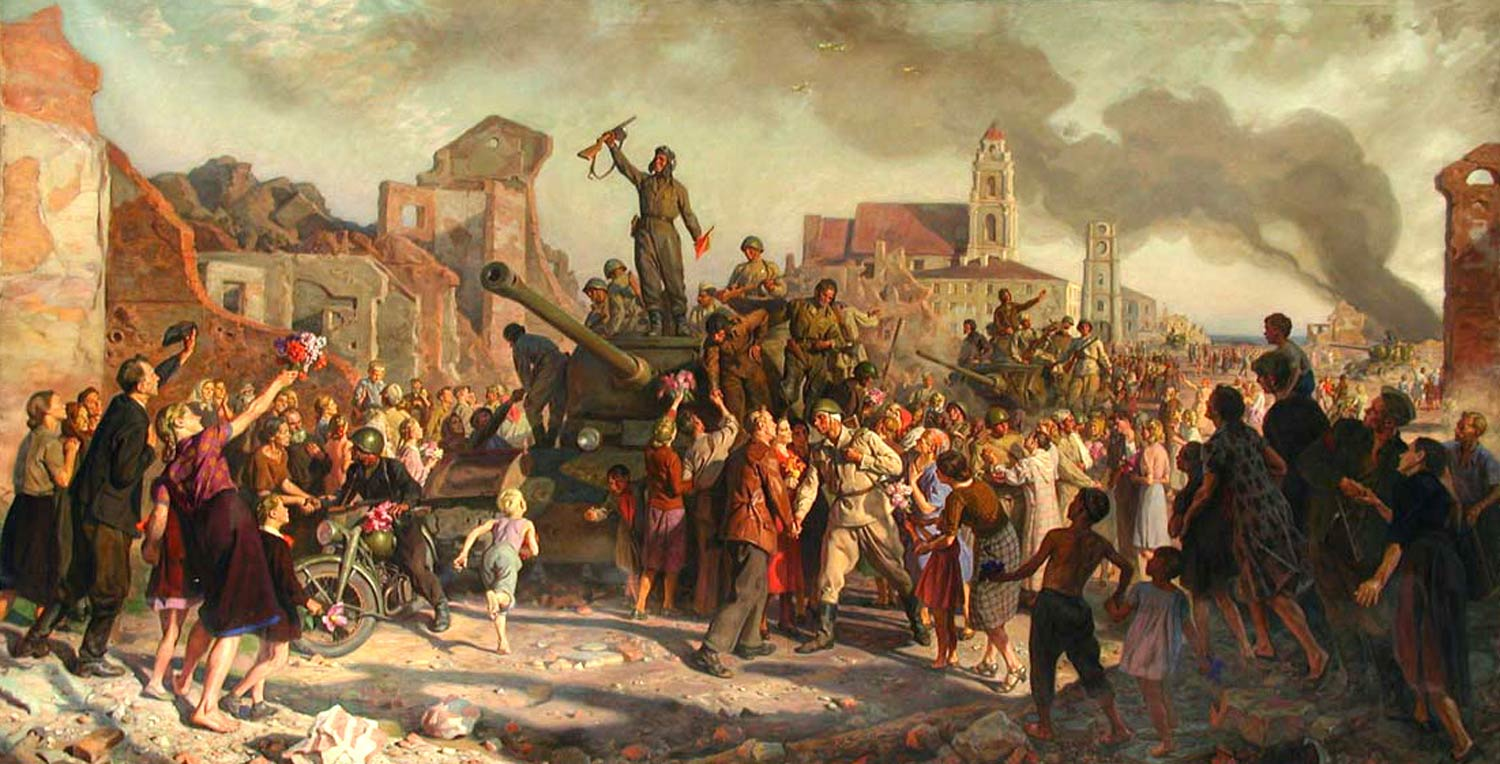
Валентин Волков. «Освобождение Минска».

3 июля 2-й гв. танковый корпус подошёл к окраинам Минска и, совершив обходной манёвр, ворвался в город с северо-запада. В этот момент к городу с юга подошёл передовой отряд фронта Рокоссовского, с севера наступала 5-я гв. танковая армия, а с востока — передовые отряды 31-й общевойсковой армии. 
Против столь многочисленных и мощных формирований у немцев в Минске имелось лишь около 1800 человек регулярных войск. Немцам удалось 1-2 июля эвакуировать более 20 тысяч раненых и тыловиков. Однако в городе ещё оставались достаточно многочисленные отставшие (значительной частью невооружённые). 
Оборона Минска была очень короткой (её практически не было, кроме небольших перестрелок): уже к 13:00 3 июля столица Белоруссии была освобождена. Это означало, что остатки 4-й армии и присоединившиеся к ней части, более 100 тысяч человек, обречены на плен или истребление в Минском «котле».
Окружённая немецкая группировка предпринимала отчаянные попытки вырваться на запад, даже проводя штыковые атаки. Поскольку управление армии спаслось бегством на запад, фактическое командование остатками 4-й полевой армии осуществлял вместо К. фон Типпельскирха командир 12-го армейского корпуса В. Мюллер.
Минский «котёл» простреливался насквозь артиллерийским огнём и авиацией, боеприпасы были на исходе, снабжение полностью отсутствовало, поэтому попытка прорыва была предпринята без промедления. Для этого окружённые разбились на две группы, одна во главе с самим В. Мюллером, другой руководил командир 78-й штурмовой дивизии генерал-лейтенант Г. Траут. 6 июля отряд под командованием Г. Траута численностью в 3 тысячи человек предпринял попытку прорваться у Смиловичей, но столкнулся с частями 49-й армии и после четырёхчасового боя был перебит. В тот же день Г. Траут предпринял вторую попытку выбраться из ловушки, однако не доходя до переправ через Свислочь у Синило, его отряд был разгромлен, а сам Г. Траут попал в плен.
5 июля из «котла» была отправлена последняя радиограмма командованию группы армий. Она гласила:

Сбросьте с самолёта хотя бы карты местности, или вы уже списали нас?

На этот отчаянный призыв ответа не последовало. Внешний фронт окружения быстро сдвигался на запад, и если в момент замыкания кольца для прорыва было достаточно пройти 50 км, вскоре фронт проходил уже в 150 км от котла. Извне к окружённым никто не пробивался. Кольцо сжималось, сопротивление подавляли массированными обстрелами и бомбардировками. 8 июля, когда невозможность прорыва стала очевидна, В. Мюллер принял решение капитулировать. Рано утром он выехал, ориентируясь на звуки артиллерийского огня, в сторону советских войск, и сдался в плен частям 121-го стрелкового корпуса 50-й армии. Им немедленно был написан приказ следующего содержания:

"8.7.1944 года.
Всем солдатам 4-й армии, находящимся в районе к востоку от реки Птич!
Наше положение после многодневных тяжелых боев стало безнадежным. Мы выполнили свой долг. Наша боеспособность практически сведена на нет, и рассчитывать на возобновление снабжения не приходится. По сообщению верховного командования вермахта, русские войска стоят уже под Барановичами. Путь по течению реки блокирован, и прорвать кольцо своими силами мы не можем. У нас огромное количество раненых и солдат, отбившихся от своих частей.
Русское командование обещает:

а) медицинскую помощь всем раненым;

б) офицерам оставить ордена и холодное оружие, солдатам — ордена.
От нас требуется: собрать и сдать в исправном состоянии все наличное оружие и снаряжение.
Положим конец бессмысленному кровопролитию!
Приказываю:
Немедленно прекратить сопротивление; собраться группами по 100 человек и более под командованием офицеров или старших по званию унтер-офицеров; сконцентрировать раненых в пунктах сбора; действовать четко, энергично, проявляя товарищескую взаимопомощь. Чем большую дисциплинированность мы покажем при сдаче, тем скорее будем поставлены на довольствие.
Настоящий приказ надлежит распространять устно и письменно всеми имеющимися в распоряжении средствами.
Мюллер,

генерал-лейтенант и командующий

XII армейским корпусом.

Командиры Красной армии достаточно самокритично оценивали действия по разгрому Минского «котла». Командующий 2-м Белорусским фронтом генерал Г. Ф. Захаров выразил крайнее недовольство:

Ликвидация окружённых разрозненных групп противника идёт возмутительно медленно и неорганизованно. В результате безынициативной и нерешительной деятельности командармов противник в поисках выхода мечется из стороны в сторону, нападает на штабы корпусов и армий, склады, на автоколонны, тем самым нарушает бесперебойную работу тыла и управление.

Тем не менее, в течение 8 — 9 июля организованное сопротивление немецких войск было сломлено. 

## Результаты
Была ликвидирована значительная группировка сил противника, чем был нанесён сильный урон немецким дивизиям на Восточном фронте. До 12 июля продолжалась зачистка: партизаны и регулярные части прочёсывали леса, обезвреживая мелкие группы окруженцев. После этого бои восточнее Минска окончательно прекратились. Более 72 тысяч немецких солдат погибли, более 35 тысяч попали в плен.